# Comtat d'Albiz

Escut de Mendata, municipi en el que està integrada la localitat d'Albiz.

El Comtat d'Albiz és un títol nobiliari espanyol creat el 15 d'abril de 1903 pel rei Alfons XIII a favor de Jesusa Allendesalazar y Muñoz de Salazar, en memòria d'un antic Senyoriu de la seva Casa, filla de Manuel María Allendesalazar y Loyzaga, III comte de Montefuerte i de la seva esposa Ángela Muñoz de Salazar y Martorell, VIII senyora de Villanueva de las Tapias.
La seva denominació fa referència a la localitat d'Albiz província de Biscaia, integrada actualment en el municipi de Mendata.

## Comtes d'Albiz
|                         | Titular                                  | Període                 |
| Creació per Alfons XIII | Creació per Alfons XIII                  | Creació per Alfons XIII |
| ----------------------- | ---------------------------------------- | ----------------------- |
| I                       | Jesusa Allendesalazar y Muñoz de Salazar | 1903-1909               |
| II                      | Juan Manuel Comyn y Allendesalazar       | 1909-1961               |
| III                     | Juan Antonio Comyn y Gurriérrez-Maturana | 1963-2008               |
| IV                      | María Isabel Comyn y Lloréns             | 2010-actual titular     |

## Història dels Comtes d'Albiz
- Jesusa Allendesalazar y Muñoz de Salazar, I comtessa d'Albiz.

1. Casada amb Antonio Comyn Crooke, Diputat a Corts, Senador del Regne, Gentilhome de cambra amb exercici del Rei Alfons XIII. El va succeir el seu fill:

- Juan Manuel Comyn y Allendesalazar (1890-1961), II comte d'Albiz, també Gentilhome de cambra amb exercici del Rei Alfons XIII.

1. Va casar amb María Josefa Gutiérrez-Maturana y Matheu-Arias-Dávila. El va succeir el seu fill:

- Juan Antonio Comyn y Gutiérrez-Maturana († en 2008), III comte d'Albiz.

1. Va casar amb María Isabel Lloréns y Torrejón.
2. Va casar amb Manuela López Romero. El va succeir, del seu primer matrimoni, la seva filla:

- María Isabel Comyn y Lloréns, IV comtessa d'Albiz.

1. Va casar amb José Ignacio Casis i Méndez.